# Krtova (Republika Serbska)
Krtova (cyr. Кртова) – wieś w Bośni i Hercegowinie, w Republice Serbskiej, w gminie Petrovo. W 2013 roku liczyła 137 mieszkańców.